# Oskar Pastior

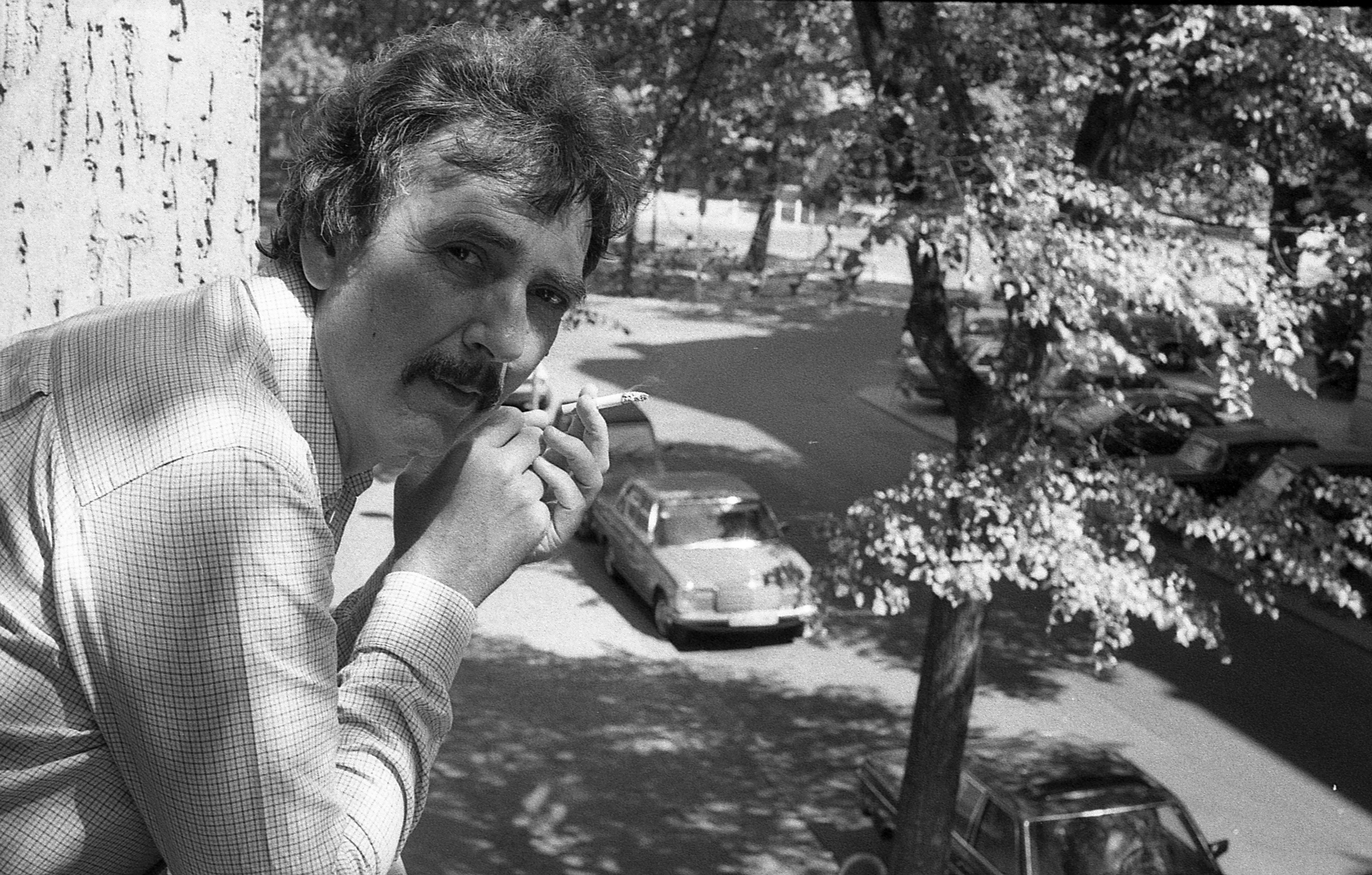
Oskar Pastior (1975)

Oskar Walter Pastior (* 20. Oktober 1927 in Hermannstadt, Königreich Rumänien; † 4. Oktober 2006 in Frankfurt am Main) war ein rumäniendeutscher Lyriker und Übersetzer. Er war beeinflusst von der Lautpoesie des Dadaismus und von den Autoren der Gruppe OULIPO. Seine deutschsprachige Dichtung ist von Sprachspiel und Wortartistik geprägt und steht in der Nähe der Nonsense-Dichtung. Nach seinem Tod geriet Pastior in die Kritik, als bekannt wurde, dass er in den 1960er Jahren inoffizieller Mitarbeiter des rumänischen Geheimdienstes Securitate gewesen war.

## Leben
Oskar Pastior wurde in Hermannstadt als Angehöriger der deutschen Minderheit der Siebenbürger Sachsen geboren. Sein Vater war Zeichenlehrer. Von 1938 bis 1944 besuchte er in seiner Geburtsstadt das Gymnasium. Im Januar 1945 wurde der 17-jährige Pastior im Zuge der Verschleppung von Rumäniendeutschen in die Sowjetunion in Arbeitslagern als Zwangsarbeiter eingesetzt. Erst 1949 konnte er nach Rumänien zurückkehren, wo er in den folgenden Jahren von Hilfs- und Gelegenheitsarbeiten lebte. Während des anschließenden dreijährigen Wehrdienstes in der rumänischen Armee holte er in Fernkursen sein Abitur nach. Danach arbeitete er als Betontechniker in einer Baufirma. Von 1955 bis 1960 studierte er Germanistik an der Universität Bukarest und legte dort sein Staatsexamen ab.
Ab 1960 war Pastior Redakteur bei der deutschsprachigen Inlandsabteilung des Rumänischen Staatsrundfunks. Seine ersten Lyrikveröffentlichungen im Rumänien der 1960er Jahre (erster Lyrikband Offne Worte, 1964) erregten Aufsehen und brachten ihm zwei bedeutende rumänische Literaturpreise ein.

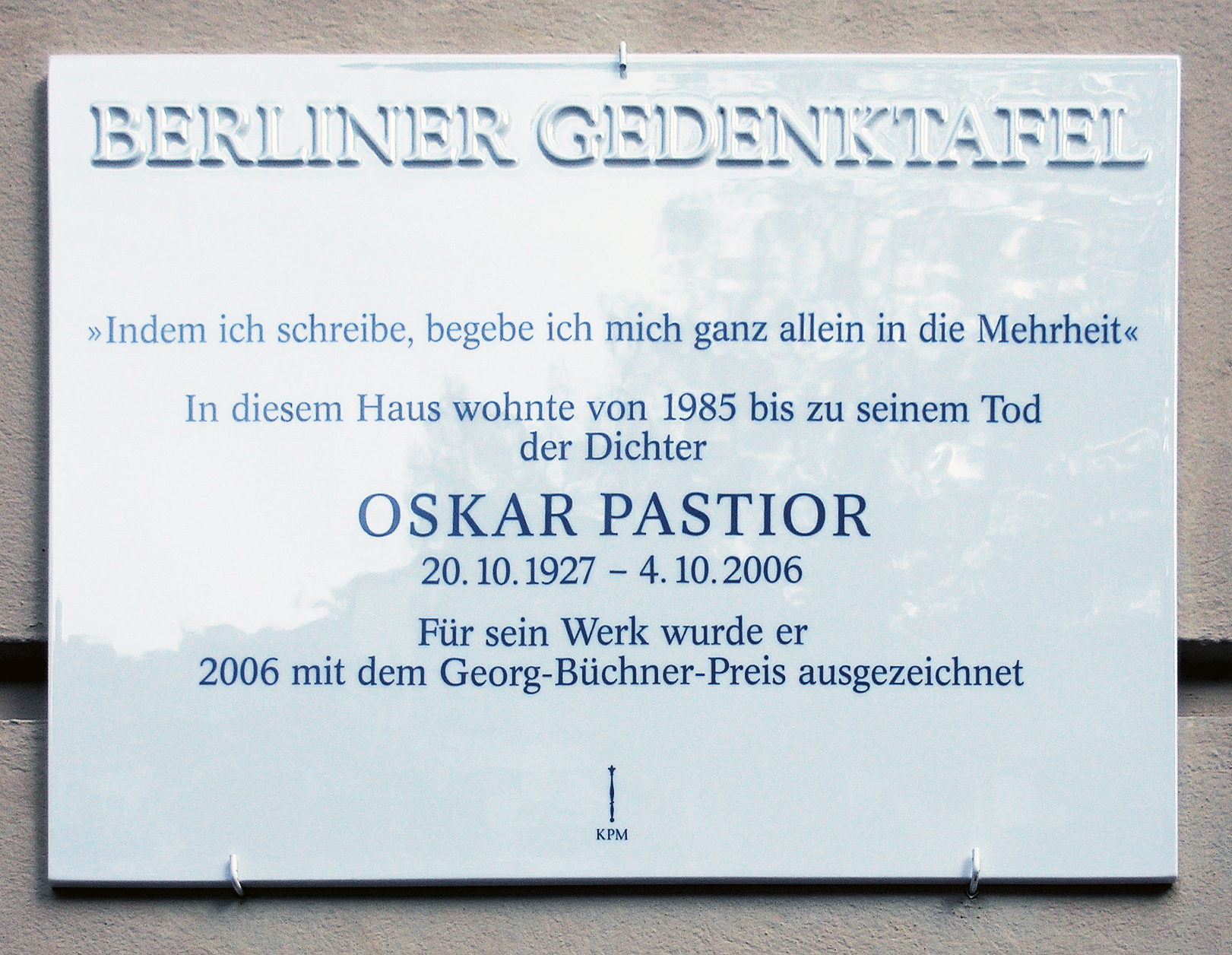
Berliner Gedenktafel am Haus Schlüterstraße 53 in Berlin-Charlottenburg

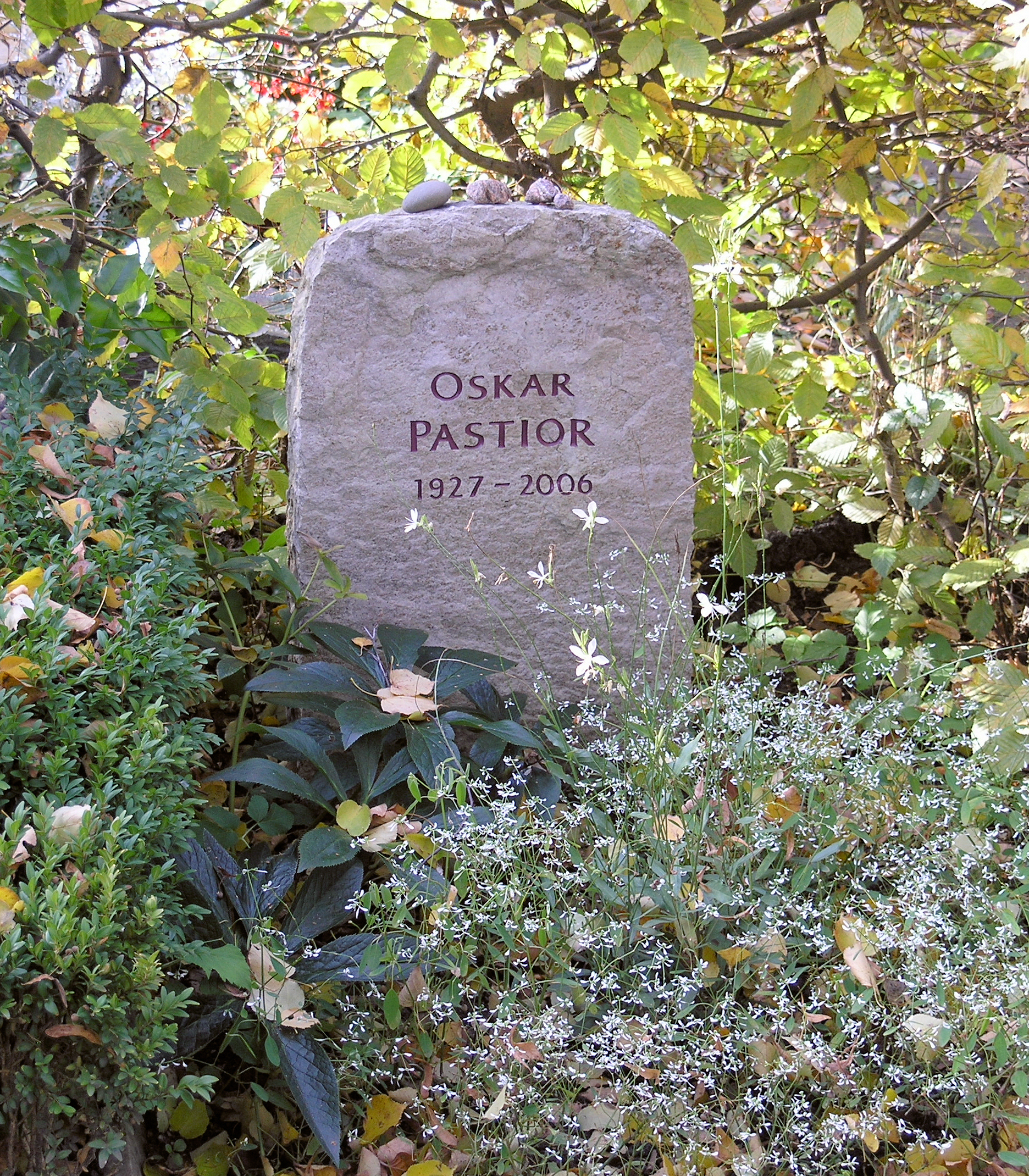
Grabstätte, Friedhof Schöneberg III in Berlin-Friedenau

1968 nutzte Pastior einen Studienaufenthalt in Wien zur Flucht in den Westen. Er ging weiter nach München und anschließend nach West-Berlin, wo er seit 1969 als freier Schriftsteller und Übersetzer lebte. Er übersetzte unter anderem Werke von Welimir Chlebnikow und Tristan Tzara.
Pastior war seit 1977 Mitglied des Bielefelder Colloquiums Neue Poesie, seit 1984 der Akademie der Künste (Berlin), seit 1989 der Deutschen Akademie für Sprache und Dichtung in Darmstadt und seit 1993 der Vereinigung OULIPO. Außerdem gehörte er der Künstlergilde Esslingen und der Europäischen Autorenvereinigung „Die Kogge“ an.
1993/94 hielt er Vorlesungen im Rahmen der Stiftungsgastdozentur zur Poetik an der J.-W.-Goethe-Universität Frankfurt („Das Unding an sich“).
Oskar Pastior starb am 4. Oktober 2006 während der Buchmesse in Frankfurt am Main. Er wurde auf dem Friedhof Schöneberg III in Berlin-Friedenau beigesetzt. Im Jahr 2016 wurde das Grab als Ehrengrab des Landes Berlin anerkannt.
Pastiors Nachlass liegt seit 2007 im Deutschen Literaturarchiv Marbach. Teile davon sind im Literaturmuseum der Moderne in Marbach in der Dauerausstellung zu sehen.

## IM-Affäre

### Tätigkeit für den rumänischen Geheimdienst
Oskar Pastior wurde postum vorgeworfen, von 1961 bis 1968 unter dem Decknamen „Otto Stein“ inoffizieller Mitarbeiter (IM) für den ehemaligen rumänischen Geheimdienst Securitate gewesen zu sein, nachdem er zuvor selbst vier Jahre unter dessen Überwachung stand. Der Schriftsteller und Journalist Hans Bergel hatte bereits 1990 auf eine mögliche Verstrickung des Dichters hingewiesen.
Der Schriftsteller Dieter Schlesak entdeckte im Jahr 2010 beim Studium seiner Securitate-Akte, dass ihn Oskar Pastior als inoffizieller Mitarbeiter bespitzelt hatte. Der Historiker Stefan Sienerth, damals Direktor des Instituts für deutsche Kultur und Geschichte Südosteuropas an der LMU München, veröffentlichte im selben Jahr eine Studie zu der Frage, ob Pastior dem rumänischen Geheimdienst inkriminierende Informationen über rumäniendeutsche Schriftstellerkollegen geliefert hatte. Sienerth wertete Pastiors Securitate-Akte aus und zitierte daraus. Pastior habe sich in der Zusammenarbeit mit der Securitate als korrekt erwiesen und die ihm auferlegten Aufgaben erfüllt. Er habe nützliche Materialien über verschiedene „suspekte Personen“ geliefert, auf die er angesetzt wurde. Dies waren vor allem westdeutsche Staatsbürger, die er teilweise offiziell über seine Dienststelle kontaktierte.

### Reaktionen
Nobelpreisträgerin Herta Müller zeigte sich nach den Enthüllungen über ihren Kollegen und Freund Pastior „entsetzt“ und „verbittert“. Sie habe zuerst Erschrecken, auch Wut, dann Anteilnahme und Trauer verspürt. Sie sagte in einem Interview, es sei schrecklich, wenn man von jemandem, den man zu kennen glaubte, etwas Dunkles, kaum Fassbares erfahre, das einem verheimlicht wurde. Sie habe aber auch gedacht, dass Pastior als Homosexueller verletzbar und erpressbar gewesen sei. Homosexualität wurde in Rumänien mit mehreren Jahren Haft geahndet.
Grete Loew, eine ehemalige Bürokollegin Pastiors in Hermannstadt, erhob Vorwürfe gegen ihn. Sie habe 27 Monate in politischer Haft gesessen, weil sie angeblich regimefeindliche Gedichte von Pastior aufbewahrt hatte. Pastior habe sich nie bei ihr entschuldigt.
Dieter Schlesak, der seinen ehemaligen Freund Pastior in der IM-Affäre zunächst in Schutz genommen hatte, bezeichnet diesen nach Einsicht seiner eigenen Akte als den „Hauptspitzel“, der von der Securitate auf ihn angesetzt war. Schlesak warf Pastior ferner vor, er habe den Selbstmord des jungen siebenbürgischen Dichters Georg Hoprich mitverschuldet. Der Literaturkritiker Ernest Wichner wies diesen Vorwurf zurück mit der Begründung, Pastior sei erst nach der Verhaftung und Verurteilung Hoprichs Mitarbeiter der Securitate geworden; es sei außerdem unklar, ob Pastior Hoprich nach dessen Entlassung bespitzelt habe.
Der Schriftsteller Richard Wagner verlangte die schonungslose Aufklärung der Securitate-Verstrickung Pastiors. Für Wagner war Pastior ein „Meister der Duplizität“. Sein Werk sei zwar „ein Feuerwerk an Sprachartistik“, dem aber „jede moralische Begründung“ fehle. Wagner stellte auch die Zukunft der Oskar-Pastior-Stiftung in Frage: „Ich glaube nicht, dass man die Stiftung und den Preis weiter betreiben und führen kann.“
Stefan Sienerth meinte: „Der Mensch Pastior muss neu bewertet werden“, riet dann jedoch mit Bezug auf die Securitate-Akten „zu Besonnenheit und zu Behutsamkeit im Umgang mit dieser seltsamen Überlieferung“.
Für den Schriftsteller Claus Stephani, selbst Ziel von Berichterstattungen über Verstrickungen mit der Securitate seit 1961, war Pastior „ein Gefangener“ geblieben: „Man sollte auch nicht vergessen, dass Pastior immer wieder vom Schicksal bestohlen wurde – um seine Jugendjahre, die er in einem sowjetischen Arbeitslager verbringen musste, um die Freiheit, danach, selbst entscheiden zu dürfen über sein weiteres Leben.“
Die Oskar-Pastior-Stiftung plante, eine Forschungsgruppe einzusetzen, um an Pastiors Beispiel die Verstrickung von Schriftstellern und Geheimdienst in der Diktatur zu untersuchen. Ergebnis der Recherchen war der 2013 veröffentlichte Sonderband Versuchte Rekonstruktion – Oskar Pastior und die Securitate der Zeitschrift Text + Kritik.
Ernest Wichner und Corina Bernic sahen Dossiers zu Pastior im Archiv des Nationalrates für die Aufarbeitung der Securitate-Akten ein und stellten 2011 fest, dass Pastior niemandem geschadet habe. Wichner sagte 2012 in einem Interview, Pastior habe sich dem Druck der Securitate nicht entziehen können, er habe aber als Informant nur Belanglosigkeiten geliefert.
Der Schriftsteller und Bürgerrechtler Lutz Rathenow sah in der rumäniendeutschen Debatte über die Securitate-Vergangenheit eine „Mischung aus Aufklärungsversuch und Desinformationseifer. [...] Da wünschte man sich schon deutsche Verhältnisse und Sachgutachten einer halbwegs verlässlich arbeitenden Behörde. Und wir ahnen erst einmal, wie richtig der deutsche Weg war, die Akteneinsicht nicht in dieser Art der Privatisierung versacken zu lassen.“

## Rezeption

### Auszeichnungen und Ehrungen
- 1965: Literaturpreis der Zeitschrift Neue Literatur in Bukarest
- 1967: Lyrikpreis des Rumänischen Schriftstellerverbandes
- 1969: Förderpreis zum Andreas-Gryphius-Preis
- 1978: Förderpreis des Kulturkreises im Bundesverband der Deutschen Industrie
- 1980: Literaturpreis der Universitätsstadt Marburg und des Landkreises Marburg-Biedenkopf
- 1981: Villa-Massimo-Stipendium
- 1983: Preis des SWF-Literaturmagazins
- 1988: Ehrengabe des Kulturkreises der Deutschen Wirtschaft im BDI
- 1988: Hörspiel des Monats (März: Mordnilapsuspalindrom)
- 1990: Hugo-Ball-Preis
- 1992: Brüder-Grimm-Professur
- 1993: Ernst-Meister-Preis für Lyrik
- 1997: Horst-Bienek-Preis für Lyrik
- 1998: Siebenbürgisch-Sächsischer Kulturpreis
- 1999: Preis der Stadt Münster für Europäische Poesie zusammen mit Gellu Naum[23]
- 2000: Walter-Hasenclever-Literaturpreis
- 2001: Peter-Huchel-Preis für deutschsprachige Lyrik
- 2001: Ehrendoktorwürde der Universität Lucian Blaga Sibiu
- 2002: Erich-Fried-Preis
- 2004: Liliencron-Dozentur für Lyrik, Kiel
- 2006: Georg-Büchner-Preis, postume Vergabe. Die von Pastior noch selbst verfasste Dankesrede wurde vom Verleger Michael Krüger verlesen.

### Poesiefestival „Oskar Pastior“
Erstmals im Oktober 2007 fand in Hermannstadt das Internationale Poesiefestival „Oskar Pastior“ statt, veranstaltet von Ernest Wichner vom Literaturhaus Berlin und Corina Bernic vom Kulturinstitut Bukarest. Es erlebte noch zwei Wiederholungen in den Jahren 2008 und 2009. Teilgenommen haben unter anderen Inger Christensen, Urs Allemann, Herta Müller, Oswald Egger und Jean Daive. Angeblich wegen mangelnder Bereitschaft in Hermannstadt, das Festival zu unterstützen, wurde es danach eingestellt.

### Herta Müllers RomanAtemschaukel
Das Deportationsschicksal des Protagonisten in Herta Müllers Roman Atemschaukel (2009) ist angelehnt an Oskar Pastiors Erfahrungen im sowjetischen Gefangenenlager. Müller hatte gemeinsam mit Pastior diese Erinnerungsarbeit geleistet, als sie wöchentlich zu einem Schreibtermin zusammenkamen. 2004 hatten sie eine gemeinsame Reise nach Kriwoj Rog und Gorlowka unternommen, um die Lagerorte in der Ukraine aufzusuchen.

### Oskar-Pastior-Stiftung und Oskar-Pastior-Preis
In seinem Testament verfügte Pastior die Einrichtung einer Oskar-Pastior-Stiftung (Eigenschreibweise: Oskar Pastior Stiftung) und bestimmte sieben Personen, die Mitglieder des Stiftungsrates sein sollten. Die Stiftung wurde im April 2008 im Literaturhaus Berlin gegründet. Sie sollte gemäß Pastiors Testament alle zwei Jahre den mit 40.000 Euro dotierten Oskar-Pastior-Preis vergeben, um experimentelle Literatur zu fördern, die in der Tradition der Wiener Gruppe, des Colloquiums Neue Poesie und der Gruppe OULIPO steht.
Der Oskar-Pastior-Preis ging erstmals am 28. Mai 2010 im Berliner Rathaus an Oswald Egger. Im Jahr 2012 verzichtete die Stiftung auf eine Preisvergabe, stattdessen bemühte sie sich um die Aufklärung der Securitate-Mitarbeit von Pastior. Die Ergebnisse dieser Recherche wurden 2013 in dem Band Versuchte Rekonstruktion – Oskar Pastior und die Securitate (edition text + kritik) veröffentlicht. 2014 erhielt Marcel Beyer die Auszeichnung, 2016 Anselm Glück, 2025 Dagmara Kraus.

## Werke

### Eigene Texte

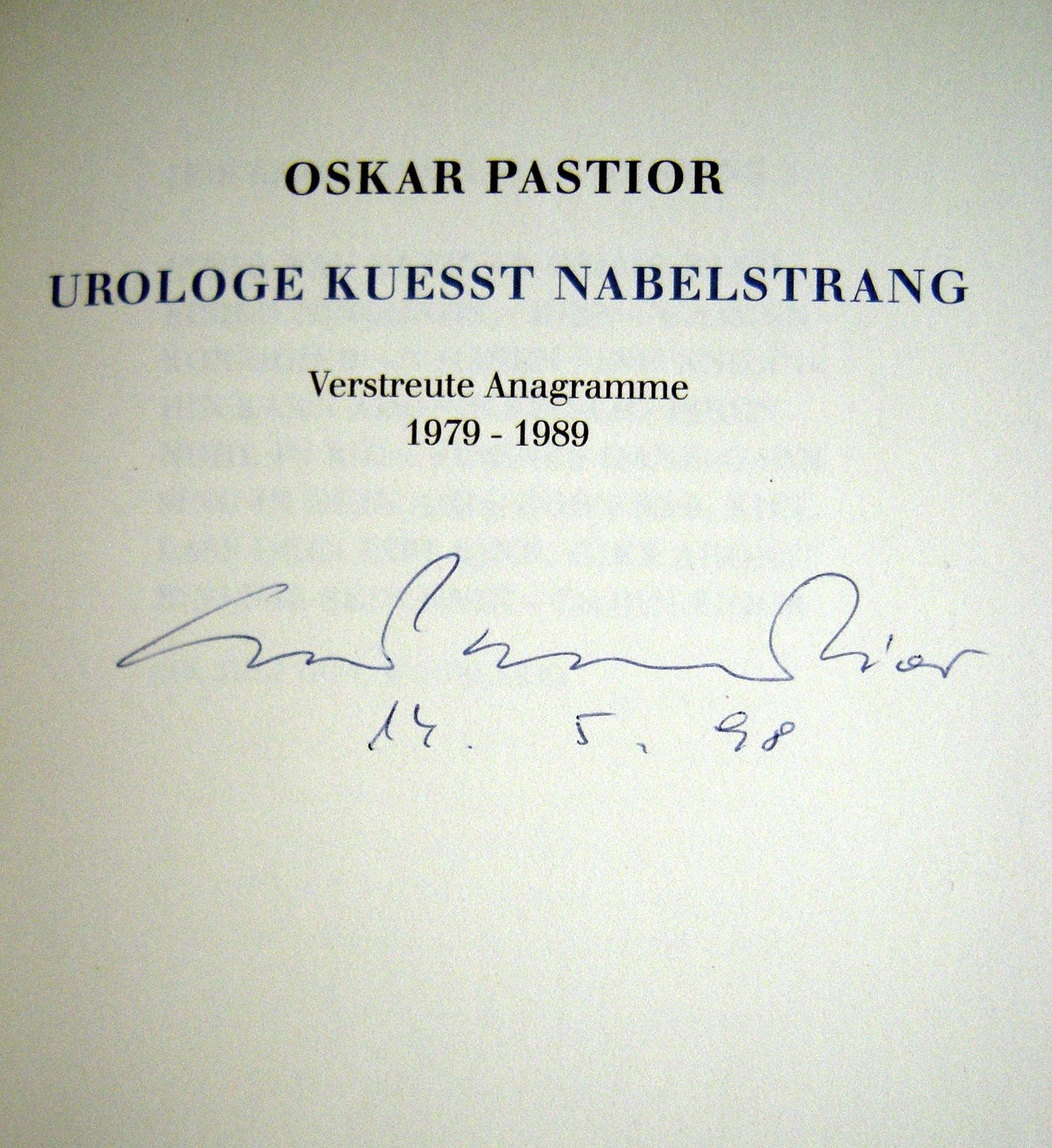
Urologe küßt Nabelstrang (1991), Titelseite mit Signatur von Pastior

- Fludribusch im Pflanzenheim. Jugendverlag, Bukarest 1960, OCLC 248693508 (36 S.).
- Ralph in Bukarest. Illustrationen: N. Sǎftoiu. Jugendverlag, Bukarest 1964, DNB 453710026 (28 S.).
- Offne Worte. Literatur-Verlag, Bukarest 1964, DNB 453710042 (138 S.).
- Gedichte. Jugendverlag, Bukarest 1965, DNB 453710034 (104 S.).
- Vom Sichersten ins Tausendste. Gedichte. Suhrkamp Verlag, Frankfurt am Main 1969, DNB 457768657 (84 S.).
- Gedichtgedichte. Luchterhand Verlag, Darmstadt/Neuwied 1973, DNB 730269388 (88 S.).
- Höricht. 60 Übertragungen aus einem Frequenzbereich. Verlag Klaus Ramm, Lichtenberg 1975, DNB 790571412 (65 S.).
- Fleischeslust. Verlag Klaus Ramm, Lichtenberg 1976, DNB 800791630 (82 S.).
- An die neue Aubergine. Zeichen und Plunder. Rainer Verlag, West-Berlin 1976, DNB 800658248 (93 S.).
- Ein Tangopoem und andere Texte (= LCB-Editionen. Band 50). Literarisches Colloquium, West-Berlin 1978, ISBN 3-920392-59-0 (67 S.).
- Der krimgotische Fächer. Lieder und Balladen. Klaus G. Renner Verlag, Erlangen 1978, ISBN 3-921499-25-9 (106 S.).
- Wechselbalg. Gedichte 1977–1980. Verlag Klaus Ramm, Spenge 1980, ISBN 3-921917-10-7 (78 S.).
- Sonetburger. Rainer Verlag, West-Berlin 1983, ISBN 3-88537-060-3 (115 S.).
- 33 Gedichte. Mit Francesco Petrarca. Hanser Verlag, München/Wien 1983, ISBN 3-446-13765-3 (87 S.).
- Ingwer und Jedoch. Texte aus diversem Anlaß (= Sudelblätter. Nr. 3). Edition Herodot, Göttingen 1985, ISBN 3-88694-803-X (38 S.).
- Lesungen mit Tinitus. Gedichte 1980–1985. Hanser Verlag, München/Wien 1986, ISBN 3-446-14530-3 (158 S.).
- Anagrammgedichte. Klaus G. Renner Verlag, München 1986, ISBN 3-921499-77-1 (82 S.).
- Römischer Zeichenblock. Rainer Verlag, West-Berlin 1986, ISBN 3-88537-088-3 (135 S.).
- Jalousien aufgemacht. Ein Lesebuch. Hrsg.: Klaus Ramm. Hanser Verlag, München/Wien 1987, ISBN 3-446-15008-0 (234 S.).
- Bilder. Anagramme. Mit Galli. Henssel-Verlag, West-Berlin 1988, ISBN 3-87329-928-3 (103 S.).
- Neununddreißig Gimpelstifte. Rainer Verlag, West-Berlin 1990, ISBN 3-88537-127-8 (39 S.).
- Kopfnuß, Januskopf. Gedichte in Palindromen. Hanser Verlag, München/Wien 1990, ISBN 3-446-15905-3 (161 S.).
- Eine Scheibe Dingsbums. Gedichte (= Ravensburger Taschenbuch Gedichte. Band 7). Ravensburger Verlag, Ravensburg 1990, ISBN 3-473-51744-5 (45 S.).
- Urologe küßt Nabelschnur. Verstreute Anagramme 1979–1989 (= Die tollen Hefte. Nr. 3). MaroVerlag, Augsburg 1990, ISBN 3-87512-603-3 (22 S.).
- Feiggehege. Listen, Schnüre, Häufungen. Fotografien: Renate von Mangoldt (= Text und Porträt. Nr. 5). Literarisches Colloquium, Berlin 1991, ISBN 3-926178-21-3 (105 S.).
- Vokalisen & Gimpelstifte. Hanser-Verlag, München/Wien 1992, ISBN 3-446-16573-8 (111 S.).
- Eine kleine Kunstmaschine. 34 Sestinen. Mit Nachwort und Fußnoten. Hanser-Verlag, München/Wien 1994, ISBN 3-446-17667-5 (101 S.).
- Das Unding an sich. Frankfurter Vorlesungen. Suhrkamp Verlag, Frankfurt am Main 1994, ISBN 3-518-11922-2 (127 S.).
- Das Hören des Genitivs. Gedichte. Hanser-Verlag, München/Wien 1997, ISBN 3-446-19126-7 (144 S.).
- Gimpelschneise in die Winterreise-Texte von Wilhelm Müller. Engeler Verlag, Weil am Rhein/Basel 1997, ISBN 3-9521258-7-3 (56 S.).
- Der Janitscharen Zehn. Folienschnitte: Inga Rensch. Andante-Handpresse, Berlin 1998, DNB 959249044 (24 S.).
- Standort mit Lambda. Backelohrs Battom: Wiesenhahnenfuß in Agonie. Handsatz: Peter Rensch. Andante-Handpresse, Berlin 1998, DNB 95926695X (8 S.).
- Come in to Frower. Ein Fotokrimi. Von Veronika Schäpers und Silke Schimpf. Schäpers, Tokio/Berlin 1998, DNB 958266573 (12 S.).
- Pan-tum tam-bur. Von Uta Schneider. Selbstverlag, Frankfurt am Main 1999, DNB 959951547 (8 S.).
- Saa uum. Von Uta Schneider. Selbstverlag, Frankfurt am Main 1999, DNB 959969640 (19 S.).
- Villanella & Pantum. Gedichte. Hanser-Verlag, München/Wien 2000, ISBN 3-446-19927-6 (111 S.).
- Sestinenformulate. Monadengraphik und Minisestinen. Bibliothéque Oulipienne, Paris 2003, DNB 974538949 (deutsch, französisch, 35 S.).
- O du roher iasmin. 43 Intonationen zu „Harmonie du soir“ von Charles Baudelaire. Engeler Verlag, Weil am Rhein/Basel 2002, ISBN 3-905591-45-6 (65 S.).
- Ein Molekül Tinnitus. Mit Gerhild Ebel. uwe warnke verlag, Berlin 2002, ISBN 3-910165-14-1 (42 S.).
- Gewichtete Gedichte: Chronologie der Materialien. Mit Beiträgen von Ralph Kaufmann, Oswald Egger. Das Böhmische Dorf, Neuss 2006, ISBN 3-902024-08-9 (79 S.).
- Speckturm. 12 × 5 Intonationen zu Gedichten von Charles Baudelaire. Hrsg.: Klaus Ramm. Engeler Verlag, Basel/Weil am Rhein 2007, ISBN 978-3-938767-26-9 (deutsch, französisch, 115 S.).
- durch – und zurück. Gedichte. Hrsg.: Michael Lentz. Fischer Taschenbuch, Frankfurt am Main 2007, ISBN 978-3-596-17676-2 (319 S.).
- Du elchst an Oel. Vierzehn Anagrammgedichte. Klaus G. Renner Verlag, Ottiglio/Zürich 2007, ISBN 978-3-927480-51-3 (16 S.).
- Talg Nage Kelche. Elf Anagramm-Gedichte und ein Anagramm-Bild. Klaus G. Renner Verlag, Zürich/Ottiglio 2008, ISBN 978-3-927480-58-2 (17 S.).
- Caisse, cassion. Das Böhmische Dorf, Neuss 2018, ISBN 978-3-902024-43-5 (16 S.).

### Werkausgabe
Herausgegeben von Ernest Wichner, Hanser-Verlag, München/Wien.
- Band 1: „… sage, du habest es rauschen gehört“. 2006, ISBN 3-446-20415-6 (375 S.).
- Band 2: „Jetzt kann man schreiben was man will!“ 2003, ISBN 3-446-20277-3 (313 S.).
- Band 3: „Minze Minze flaumiran Schpektrum“. 2004, ISBN 3-446-20416-4 (347 S.).
- Band 4: „… was in der Mitte zu wachsen anfängt“. 2008, ISBN 978-3-446-20417-1 (406 S.).
- Band 5: „die schulden und die wonnen“. 2018, ISBN 978-3-446-20418-8 (431 S.).
- Band 6: „sünden waffen sorgenfeig“. 2018, ISBN 978-3-446-20419-5 (381 S.).
- Band 7: „eine sanduhr für metaphern“. 2021, ISBN 978-3-446-26061-0 (503 S.).

### Übersetzungen seiner Werke
- Tudor Arghezi: Im Bienengrund, Bukarest 1963
- Tudor Arghezi: Schreibe, Feder …. Bukarest 1964.
- Tudor Arghezi: Von großen und kleinen Tieren. Bukarest 1966.
- Ștefan Bånulescu: Verspätetes Echo, Berlin 1984 (übersetzt zusammen mit Ernest Wichner)
- Lucian Blaga: Ausgewählte Gedichte, Bukarest 1967
- Lucian Blaga: Chronik und Lied der Lebenszeiten. Bukarest 1968.
- George Coșbuc: Die Geschichte von den Gänsen, Bukarest 1958
- Welimir Chlebnikow, Mein Chlebnikov. Russisch/Deutsch. Mit Audio-CD. Urs Engeler Editor, Weil am Rhein 2003, ISBN 3-905591-70-7.
- Radu Dumitru: Das letzte Lächeln, Frankfurt am Main 1991
- Mihai Eminescu: Der Prinz aus der Träne, Bukarest 1963
- Panaït Istrati: Kyra Kyralina. Die Disteln des Bărăgan, Bukarest 1963
- Wiel Kusters: Ein berühmter Trommler, München u. a. 1998 (verfasst zusammen mit Joep Bertrams)
- Wiel Kusters: Carbone notata. Berlin 1988.
- Gellu Naum: Oskar Pastior entdeckt Gellu Naum, Hamburg u. a. 2001
- Gellu Naum: Rede auf dem Bahndamm an die Steine. Zürich 1998.
- Tudor Opriș: Wunderwelt, Bukarest 1963
- Marin Sorescu: Abendrot Nr. 15, München u. a. 1985
- Marin Sorescu: Aberglaube. Berlin 1974.
- Marin Sorescu: Der Fakir als Anfänger. München u. a. 1992.
- Marin Sorescu: Noah, ich will dir was sagen. Frankfurt am Main 1975.
- Gertrude Stein: Ein Buch mit Da hat der Topf ein Loch am Ende, Berlin 1987
- Gertrude Stein: Reread another. Basel u. a. 2004.
- Petre Stoica: Und nirgends ein Schiff aus Attika, Berlin 1977
- Tristan Tzara: Die frühen Gedichte, München 1984
- Urmuz: Das gesamte Werk, München 1976

### Übersetzungen der Werke Oskar Pastiors
Niederländisch
- Een Nederlandse titel, Amsterdam 1985, ISBN 90-214-7200-7.

Englisch
- Poempoems, London 1998, ISBN 0-947757-37-6.
- Many glove compartments: selected poems, 2001, ISBN 1-886224-44-7.

Französisch
- Pétrarque, 33 poèmes, 1990, ISBN 2-905271-37-X.

Rumänisch
- Versuri, 1968.
- Jaluzele deschise, jaluzele închise, 2010, ISBN 978-973-124-294-1.